# Międzynarodowy Przegląd Polityczny
Międzynarodowy Przegląd Polityczny – centroprawicowy kwartalnik wydawany przez Instytut Sobieskiego w latach 2003–2010. 
Czasopismo to nie miało charakteru partyjnego. Celem pisma był rozwój myśli centroprawicowej w Polsce.

## Redakcja
Redaktor naczelny – Konrad Szymański
Rada Redakcyjna:
- Grzegorz Górny
- Paweł Szałamacha
- Łukasz Warzecha
- Piotr Zaremba